# Ivana Burbonska
Ivana Burbonska (Jeanne; 3. veljače 1338. — 6. veljače 1378.) bila je francuska plemkinja i kraljica. Njezin je suprug bio kralj Karlo V. Mudri. Ivana je djelovala kao muževljeva savjetnica u politici.
Roditelji gospe Ivane bili su Petar I. Burbonski i Izabela Valois, polusestra kralja Filipa VI. Francuskog. Ivana je bila član dinastije Valois, ogranka dinastije Capet, a udala se za svoga rođaka Karla 8. travnja 1350. godine. Karlo je postao francuski kralj 1364., a Ivana je bila Karlova kraljica. Karlo se katkad oslanjao na Ivanu glede politike i kulture. Ivana je opisana kao osoba s duševnom bolešću.
Ivana je umrla 1378. u Parizu. Smrt je duboko pogodila Karla, koji je pokopao Ivanu u bazilici Saint-Denis. Međutim, Ivanino je srce završilo u jednom samostanu.

## Djeca
Karlova i Ivanina djeca:
- Ivana
- Bonne
- Ivana
- Karlo VI. Francuski
- Marija (umrla 1377.)
- Luj I., orleanski vojvoda
- Izabela
- Ivan
- Katarina Francuska, grofica Montpensiera